# Cheb Hamid

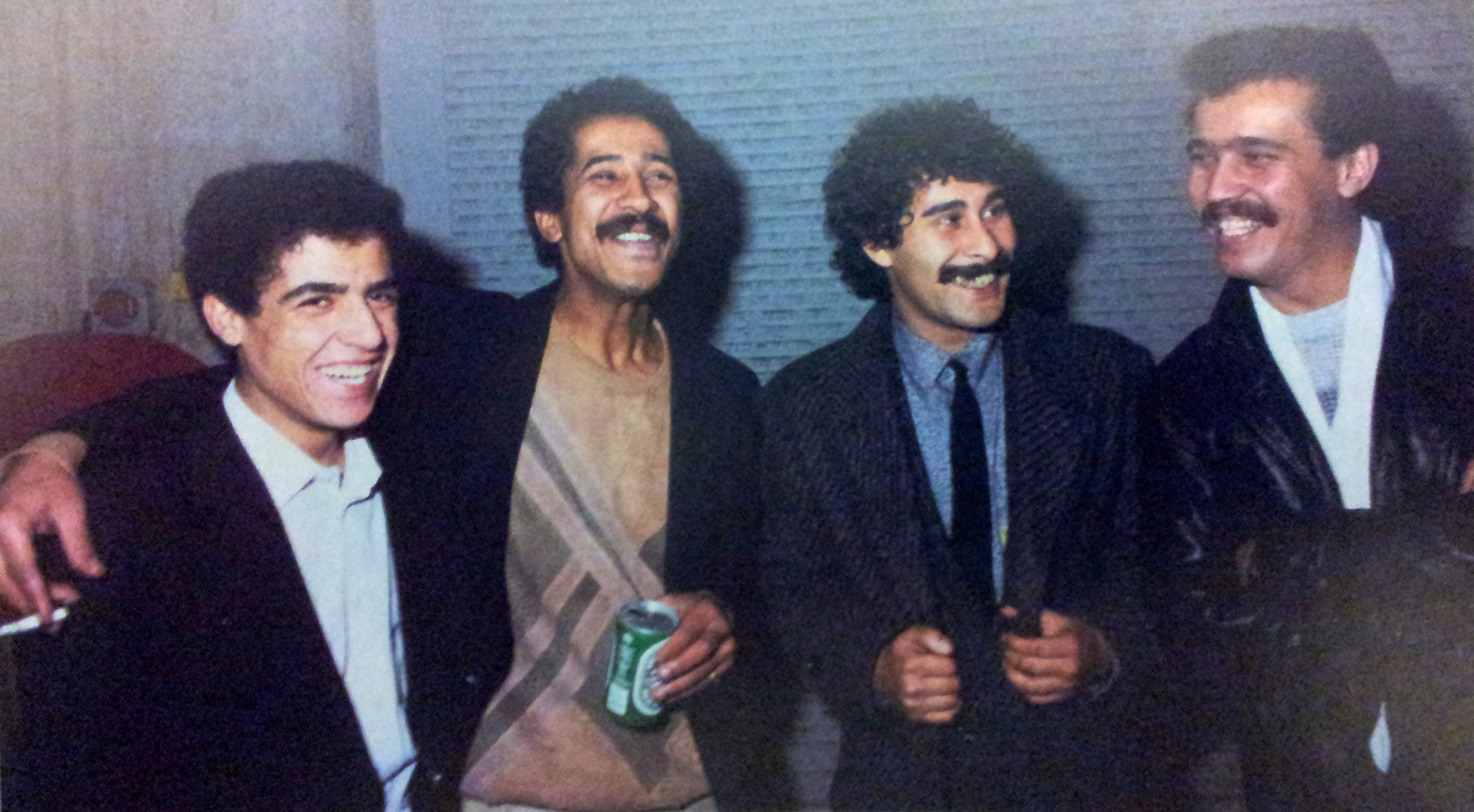
Festival de la chanson Raï en France (1986), de gauche à droite : Cheb Mami, Khaled, Cheb Hamid, Cheb Sahraoui.

Cheb Hamid (en arabe : الشاب حميد) est un chanteur algérien de Raï né en 1960 à Oran

## Biographie
Cheb Hamid, de son vrai nom Abdelhamid Benabed, est né à Oran en 1960. Il a sorti ses premières cassettes en 1981, produites par le producteur Rachid Baba Ali Ahmed.
Hamid avait été le premier artiste de Raï à être enregistré par Rachi. Les enregistrements ont eu lieu à la Maison de la Jeunesse à Tlemcen.
Sa percée en 1986 commencera par le duo avec Chaba Zahouania. La pièce "Khali ya Khali" ("Mon oncle, mon oncle") chantée par eux ensemble fut non seulement un succès commercial, mais aussi une provocation, car elle célébrait l'amour incestueux d'une jeune femme pour son oncle aux cheveux blancs. La même année, Hamid apparaît au premier grand festival de Raï en Europe à Bobigny, grâce auquel le Raï fait sa percée en France puis dans toute l'Europe . L'un de ses plus grands succès en solo était "Khadidja".
Jusqu'en septembre 1994, Cheb Hamid vivait sans problème à Oran. Jusqu'au jour où, un ami se fait assassiner devant ses yeux dans un café. Quelques jours après, une grande star du raï Cheb Hasni , proche aussi de Cheb Hamid, est tuée. Cheb Hamid attendra décembre 1994 pour pouvoir venir faire une tournée en France, puis jusqu'à septembre 1995 pour bénéficier d'un nouveau visa de trois mois. A Marseille, il décide demander une «carte de visiteur», permis spécial pour les artistes. Il obtient uniquement une prolongation de 4 mois sur son visa.
Mars 1996, son visa expire et la Préfecture lui signale qu'il faut attendre la nomination du nouveau préfet. Cheb Hamid patiente en faisant des concerts, dont certains, organisés par des producteurs de Raï qui ne s'empressent pas pour lui venir en aide, ne lui seront pas payés. Dans sa lettre, Cheb Hamid qui pour sa première venue en France, il y a dix ans, a eu les faveurs avec Khaled des medias français et de certaines personnalités culturelles et politiques (Marguerite Duras, Jack Lang, Jack Ralite...) écrit aussi: «...Je ne suis ni un voleur, ni un criminel. Je suis un chanteur et fier de l'être. Je fais ma peine parce que je voulais continuer ma vocation d'artiste et être libre. Malheureusement je n'ai ni le choix dans mon bled, ni ici en France...».
Il aurait ensuite pris sa retraite après avoir été technicien hospitalier, se produisant sur scène parfois lors de galas.

## Musique
Hamid a été fortement influencé par le flamenco espagnol. Il a utilisé sa voix puissante et souple pour un chant passionné, pour lequel il était particulièrement apprécié par le public féminin. Cela lui a valu le surnom de Le Rossignol du Raï. Stylistiquement, il y avait des similitudes avec Houari Blaoui.

### Les duos
- Chaba Zohra[5]
- Chaba Zahouania
- Khaldi